# اوستراتا
اوستراتا (به چکی: Ostrata) یک منطقهٔ مسکونی در جمهوری چک است که در ناحیه زلین واقع شده‌است. اوستراتا ۳٫۵۵ کیلومتر مربع مساحت و ۳۵۹ نفر جمعیت دارد و ۳۱۴ متر بالاتر از سطح دریا واقع شده‌است.